# Fontellas
Fontellas település Spanyolországban, Navarra autonóm közösségben. Fontellas Ablitas, Tudela, Cabanillas és Ribaforada községekkel határos. Lakosainak száma 1022 fő (2024).

## Népesség
A település népessége az elmúlt években az alábbi módon változott:
| Lakosok száma | 809  | 804  | 861  | 910  | 955  | 958  | 963  | 996  | 1016 | 1022 |
|               | 2001 | 2004 | 2007 | 2009 | 2012 | 2014 | 2017 | 2019 | 2022 | 2024 |